# Bourch
Les Bourch sont une tribu berbère dont sont issus certains Chaoui  et qui aurait comme ancêtre un Romain converti à l'islam du nom de Borch. Les Zénètes l'appelle Maoui.
Borch est également appelé Marius. Il se serait marié à deux autochtones zénètes.
Touba, sa première femme, aurait eu quatre enfants : 
- Ali,
- Abdellah,
- Saâda
- Youcef.

Sa deuxième femme, Aïcha Tahbaloultt, aurait eu cinq enfants :  
- Daoud,
- Abdi,
- Hamachi,
- Abderahamen
- Yub.